# Hafjell TT
Das Hafjell TT (für englisch Hafjell Time Trial) ist ein Straßenradrennen für Männer in Norwegen.
Das Einzelzeitfahren fand erstmals im Jahr 2018 statt und ist der Auftakt zum Uno-X Development Weekend, zu dem auch Gylne Gutuer und der Lillehammer GP gehören. Die Strecke führt über 22 Kilometer mit Start und Ziel in der Kommune Øyer. Das Rennen ist Teil der UCI Europe Tour und in die UCI-Kategorie 1.2 eingestuft.

## Sieger
| Jahr | Sieger             | Zweiter               | Dritter                 |          |
| ---- | ------------------ | --------------------- | ----------------------- | -------- |
| 2018 | Martin Toft Madsen | Mikkel Bjerg          | Johan Price-Pejtersen   |          |
| 2019 | Mikkel Bjerg       | Johan Price-Pejtersen | Rasmus Christian Quaade |          |
| 2020 | Andreas Leknessund | Stein-Erik Eriksen    | Tore Andre Aase Vabø    |          |
| 2021 | abgesagt           | abgesagt              | abgesagt                | abgesagt |